# Gayo de Corea
Beato Gayo de Corea (hacia 1572, Corea - 15 de noviembre de 1624, Nagasaki, Japón) es el mártir católico de Japón número 128 de los beatificados por el papa Pío IX el 7 de julio de 1867, después de que hubiese canonizado a 26 mártires de Japón cinco años antes, el 8 de junio de 1862. El misionero católico francés del siglo XIX Claude-Charles Dallet escribió sobre él en Una historia de la Iglesia en Corea:

su historia prueba, de una manera deslumbrante, que Dios preferiría hacer un milagro que abandonar a un infiel que sigue las luces de su conciencia y busca la verdad con un corazón recto y dócil.

## Biografía
Gayo nació en Corea y entró en un monasterio budista por sus padres. Dejó aquel monasterio porque no podía encontrar la paz que buscaba y se fue a las montañas para vivir como un ermitaño. Según Dallet:

Se retiró a la soledad para meditar con más facilidad sobre esta felicidad que buscaba. Tenía como vivienda solo una cueva, que compartía con un tigre, que la había ocupado antes que él. Este animal salvaje respetaba a su huésped; incluso le cedió la cueva algún tiempo después, y se retiró a otra parte.

Gayo solo comía lo necesario para preservar su vida, absteniéndose de todo lo que no era absolutamente necesario para vivir. Una noche, mientras meditaba, se le apareció un hombre de "aspecto majestuoso", y le dijo:

Ármate de valor; dentro de un año atravesarás el mar y, después de mucho trabajo y fatiga, obtendrás el objeto de tu deseo.

En 1592 los japoneses invadieron Corea y Gayo fue tomado prisionero. En el viaje a Japón, naufragaron en la isla Tsushima y Gayo, cerca de la muerte, fue llevado a Kioto. Un cristiano llamado Cayo Foyn, el padre de su pareja, fue quien lo cuidó como enfermero hasta que recuperó la salud.
Atraído por la vida de los monjes budistas, sintió que había encontrado lo que había estado buscando durante muchos años, y fue a vivir en una de las más famosas pagodas de Kioto. De nuevo, sintió que no podía encontrar la paz que buscaba y cayó enfermo. Durante su enfermedad, tuvo un sueño en el que vio la pagoda en llamas. Entonces, un "niño de radiante belleza" se le apareció en su sueño y lo confortó, diciéndole:

No tengas más miedo, estás cerca de obtener la felicidad que deseas.

Se encontró curado después del sueño En Las Victorias de los Mártires, de san Alfonso de Ligorio, se dice que: 

Un día durante el sueño pareció que la casa estaba ardiendo: un poco después un chico joven de radiante belleza se le apareció y la anunció que pronto lograría lo que deseaba; al mismo tiempo se encontró muy bien, aunque había estado enfermo. Desesperado por ver entre los bonzos la luz que anhelaba, decidió dejarles.

Gayo dejó el templo y regresó con su maestro, que le instruyó en el cristianismo. Posteriormente le presentó a algunos sacerdotes jesuitas. Se convirtió al catolicismo y fue bautizado inmediatamente. Mientras era catequizado uno de los sacerdotes le mostró una tabla que representaba a Jesucristo, ante lo que Gayo exclamó:

¡Oh! ¡Voila! Aquí está quién se me apareció en mi cueva y quién predijo todo lo que me sucedió.

Gayo sirvió a los enfermos, sobre todo a los leprosos. En 1624 fue a las Filipinas españolas como sirviente de Dom Justo Takayama, un samurái que estaba exiliado por su fe católica. Después de la muerte de Takayama en 1615, Gayo volvió a Japón y continuó como catequista. Ayudó a los misioneros predicando en su lengua nativa a los coreanos que habían sido llevados a Japón tras la invasión de Corea y a los japoneses.
El 15 de noviembre de 1624, Gayo fue quemado en un poste junto con James Coici (Koichi), un católico japonés, después de haber sido arrestado por hospedar misioneros.